# Leiva (cantant)
José Miguel Conejo Torres, conegut com a Leiva, (Madrid, 30 d'abril de 1980) és un cantautor espanyol.
És conegut per formar part durant una dècada del duet Pereza, que formava amb Rubén Pozo Prats, del qual era vocalista principal a més de tocar el baix, la guitarra, entre altres instruments. També és el lletrista i compositor de les seves pròpies cançons. D'altra banda, el seu primer grup no fou Pereza, sinó Malahierba. El seu àlies, Leiva, prové del jugador de futbol de l'Atlètic de Madrid Leivinha amb el qual s'assemblava quan era jove.
El seu germà Juancho segueix les seves passes a la música al grup Sidecars.
Diciembre és el títol del primer àlbum en solitari de Leiva. Es grava a Madrid amb en Leiva com a autor de les cançons, productor i tocant tots els instruments (bateria, baix, guitarra, percussió…). Un disc de rock'n'roll.
Al 2018 va guanyar el Goya per "Millor cançó original" per La Llamada, la pel·lícula de Javier Ambrossi i Javier Calvo Guirao protagonitzada per Anna Castillo i Macarena García.

## Discografia

### Amb Pereza
- Pereza (2001)
- Algo para cantar (2002)
- Animales (2005)
- Aproximaciones (2007)
- Aviones (2009)

### En solitari
- Diciembre (2012)
- Pólvora (2014)
- Monstruos (2016)
- Nuclear (2019)
- Madrid Nuclear (En vivo) (2020)
- Cuando Te Muerdes el Labio (2021)
- Gigante (2025)